# The Neverhood
The Neverhood je pustolovska računalniška igra iz leta 1996, ki jo je razvil Douglas TenNapel in izdal DreamWorks Interactive. Svet, v katerega je igra postavljena, je v celoti izdelan iz plastelina in animiran s stop-motion animacijo. Igra sledi glavnemu liku Klaymenu, ki odkriva svoj svet iz plastelina, pri tem pa mora razvozlavati različne uganke. The Neverhood je prejel dobre ocene kritikov, ki so hvalili predvsem edinstveno podobo, humor in glasbeno spremljavo, ni pa bil komercialno uspešen.

## Zgodba
Neverhood, kjer se igra odvija, je surrealističen svet, posejan s stavbami in drugimi znaki življenja. Kljub temu so njegovi edini prebivalci Klaymen (protagonist igre, ki ga igralec upravlja), Willie Trombone (Klaymenov omejeni bratranec, ki mu pošilja namige), Klogg (antagonist, popačena različica Klaymena) in različno živalstvo. O zgodovini tega sveta pričajo le zapisi na izjemno dolgem hodniku v eni od stavb.
Skozi igro Klaymen odkriva Neverhood in pri tem zbira diske, ki vsebujejo dele posnete Williejeve pripovedi. Občasno se sreča s sicer skritim Williejem, medtem ko Klogg od daleč spremlja njuno početje.
Sčasoma Klaymena pot pripelje do Kloggovega gradu, za vstop v katerega se posluži pomoči velikega robota Bila, Williejevega sopotnika. Da bi jih prestregel, Klogg nadnje pošlje pošast; po spopadu robot premaga pošast in Klaymen uspe vstopiti v grad, tik preden Klogg s topovskim strelom usodno poškoduje Bila in ga skupaj z Williejem zaluča s sveta v praznino.
V gradu Klaymen odkrije zadnje dele Williejeve zgodbe in izve resnico o svetu: Neverhood je stvaritev božanskega bitja Hoborga, ki je svet ustvaril v upanju, da ga bo osrečil. V želji po družbi se je Hoborg odločil ustvariti tovariša in posejal je seme, iz katerega je zrasel Klogg. Ta se je takoj poskušal polastiti Hoborgove krone, kar mu je Hoborg preprečil; zavistni Klogg je zato krono ukradel in ko si jo je posadil na glavo, ga je iznakazila, Hoborg pa je brez nje potonil v globok spanec. Brez Hoborga se je razvoj Neverhooda ustavil. Willie, ki je bil priča dogajanju, je vzel drugo od Hoborgovih semen in ga posejal daleč stran v upanju, da bo novi prebivalec porazil Klogga. Klaymen, ki je zrasel iz tega semena, ob koncu pripovedi prejme ključ do dvorane, kjer ga čakata Klogg in negibni Hoborg.
Klaymen se sooči s Kloggom in ta ga poskuša premamiti, naj si nadene krono in zavlada z njim. Igralec ima nato možnost izbrati med različnima koncema igre: če se odloči sprejeti Kloggovo ponudbo, se Klaymen spremeni v zlobneža, podobnega Kloggu, in se razglasi za novega vladarja Neverhooda. V kolikor se krono odloči vrniti Hoborgu, ga s tem povrne v življenje; Klogg ju poskuša napasti iz zasede, pri čemer ponesreči sproži top in se izstreli iz gradu v praznino. Hoborg se s Klaymenom vrne na mesto začetka igre, ustvari številne nove prebivalce in odredi slavje. Ker Klaymen ostane potrt, Hoborg oživi tudi Willieja in robota Bila, in igra se zaključi s srečnim koncem.

## Razvoj
Zamisel o svetu iz plastelina je avtor Douglas TenNapel dobil že leta 1988. Leta 1995 je zamisel predstavil Stevenu Spielbergu in njegovemu novoustanovljenemu podjetju DreamWorks Interactive. Za izdelavo vseh prizorišč in likov so po besedah avtorjev porabili čez tri tone plastelina. Prizore so fotografirali z beta različico fotoaparata Minolta RD-175, s čimer je The Neverhood postal prva profesionalna produkcija stop-motion, posneta s fotoaparatom za splošno uporabo.

## Glasba
Glasbeno spremljavo igre je zložil Terry Scott Taylor in je osvojila nagrado revije GMR za »najboljšo glasbo videoigre leta«. Ob izidu igre je izšla tudi zgoščenka »Neverhood Songs« z 39 pesmimi iz igre. Leta 2004 je bil izdan kompilacijski album na dveh zgoščenkah »Imaginarium: Songs from the Neverhood«, ki je vseboval glasbo iz TenNapelovih iger The Neverhood, Skullmonkeys in BoomBots.

## Nadaljevanja
Leta 1998 je za PlayStation izšlo nadaljevanje The Neverhooda, poimenovano Skullmonkeys. Za razliko od The Neverhooda Skullmonkeys ni bila pustolovska, temveč platformna (»jump'n'run«) igra. V njej Klogg po padcu z Neverhooda pristane na planetu, polnem opičjih prebivalcev, in začne snovati uničenje Neverhooda, kar mora Klaymen preprečiti. Igra je prejela večinoma pozitivne kritike.
Leta 2013 so TenNapel in soavtorji na Kickstarterju začeli zbirati sredstva za razvoj nove pustolovske igre iz plastelina. Igra, poimenovana Armikrog, ni bila nadaljevanje The Neverhooda, vendar je bila izdelana v enakem slogu in je vsebovala novo glasbeno podlago Terryja Scotta Taylorja. Armikrog je izšel septembra 2015 in prejel mešane ocene.